# 根岸紗里
根岸 紗里（ねぎし さり、1994年4月6日 - ）は、日本の女優、元子役。スマイルモンキーに所属していた。身長156cm。

## 出演

### テレビドラマ
- ウルトラマンコスモス 第16話（2001年、毎日放送製作・TBS） - 奈々子 役
- 新・愛の嵐 第21話（2002年、東海テレビ制作・フジテレビ） - 昭子 役
- 月9ドラマ いつもふたりで（2003年、フジテレビ） - 谷町瑞穂（幼少） 役

### 映画
- NIN×NIN 忍者ハットリくん THE MOVIE（2004年） - あい 役
- 遠くの空に消えた（2007年） - 民子 役

### CM
- バンダイ フォトプリパジャマ（2001年）
- 大塚製薬 オロナミンC-公転篇-（2007年）